# Пропилеи (Мюнхен)

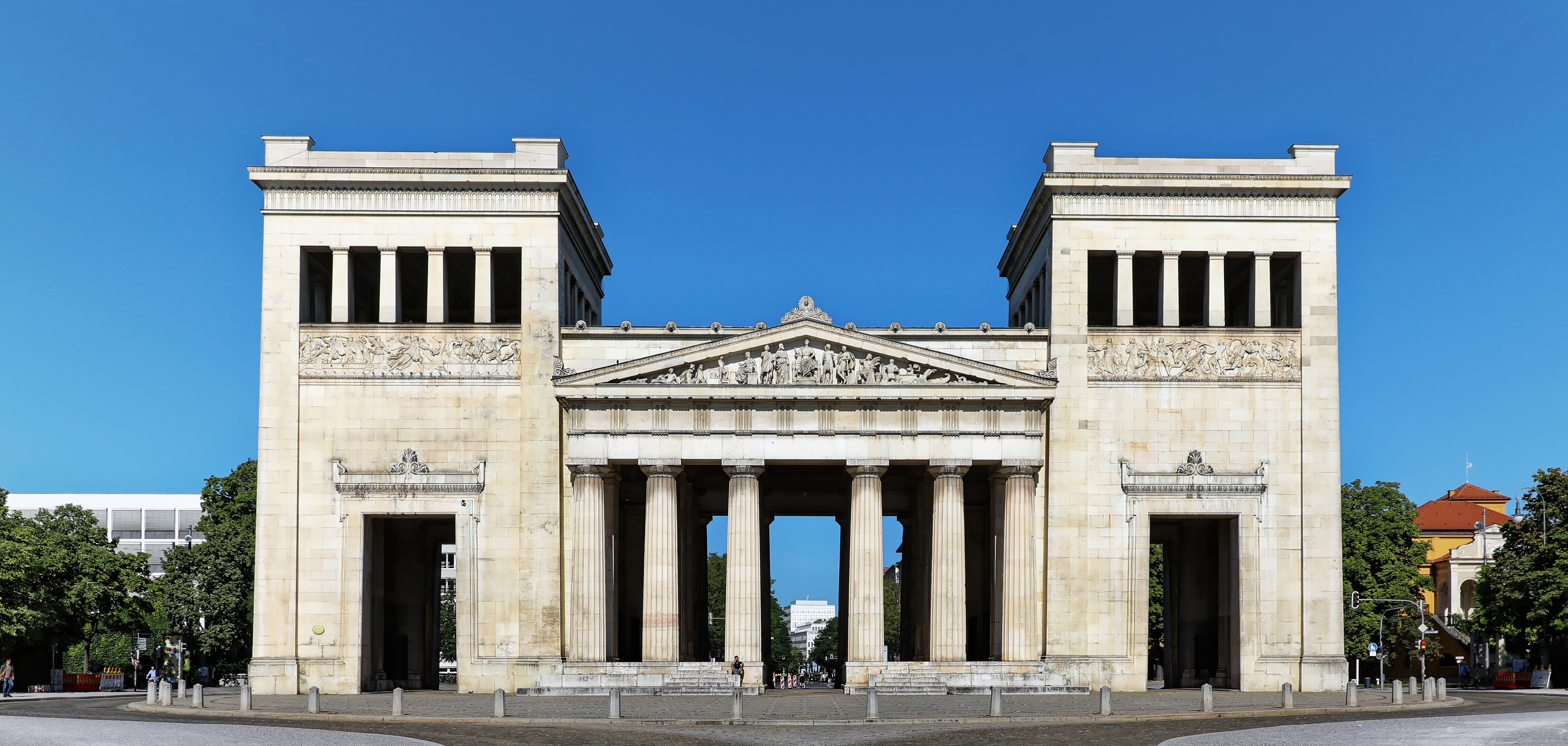
Мюнхенские Пропилеи

Пропиле́и (нем. Propyläen) — монументальные крытые ворота в Мюнхене работы придворного архитектора короля Баварии Людвига I Лео Кленце, памятник архитектуры мюнхенского классицизма, или неогреческого стиля, XIX века.
Мюнхенские Пропилеи на площади Кёнигсплац построены в 1846—1862 годах в качестве главных ворот при выезде на дорогу ко дворцу Нимфенбург по образцу знаменитых пропилей афинского Акрополя. Здание напоминает античный храм, по сторонам которого установлены башни, украшенные скульптурами и барельефами на тему освободительной борьбы греческих патриотов против турецкого владычества. Сын Людвига I Отто стал первым королём Греции в 1832—1862 годах. Автором скульптурных групп, представляющих возрождение Греции, освободившейся от турецкого ига, украшающих фриз и фронтоны постройки, был мюнхенский скульптор Людвиг Шванталер. 